# スラメット山

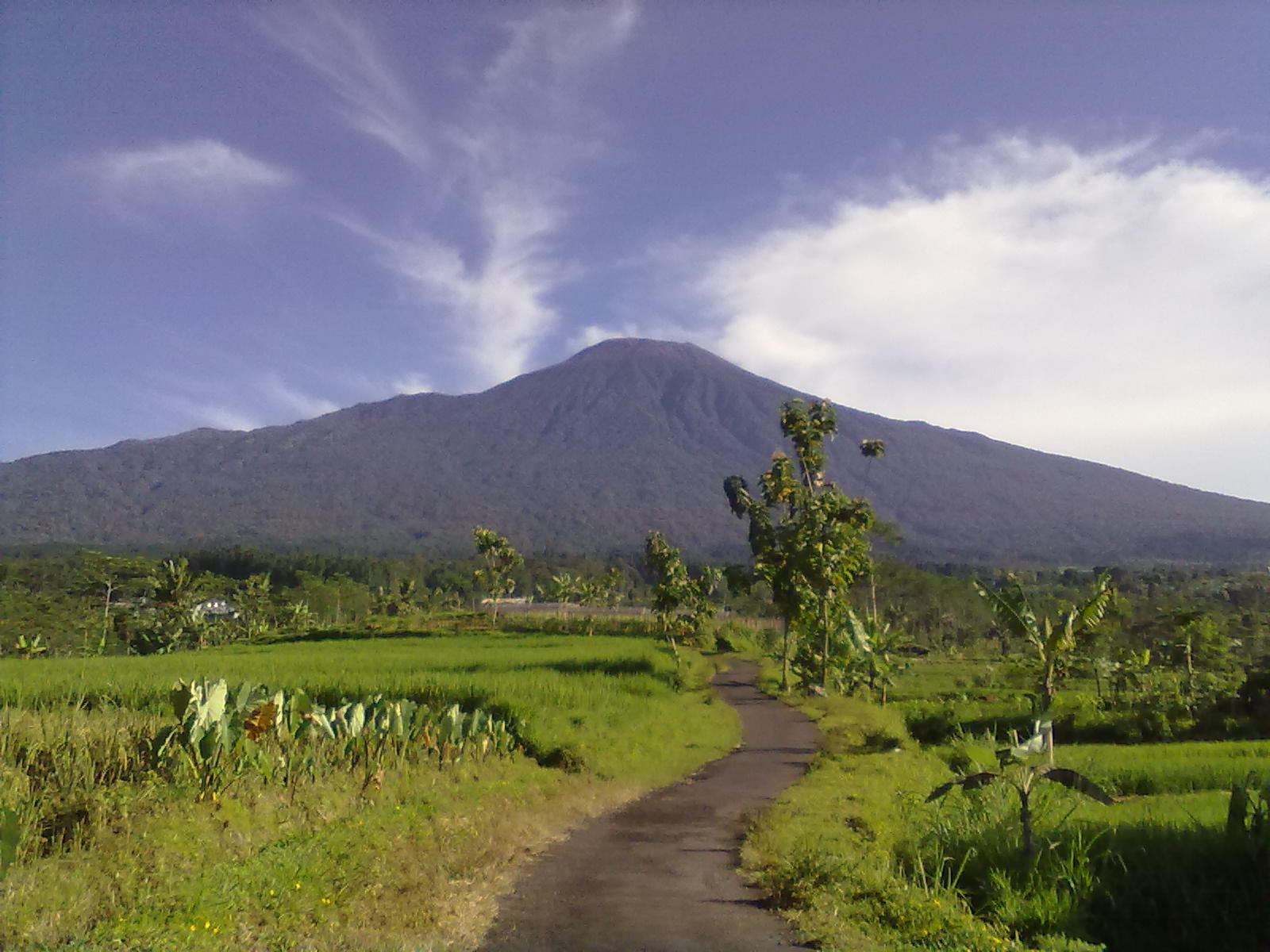
スラメット山の遠景

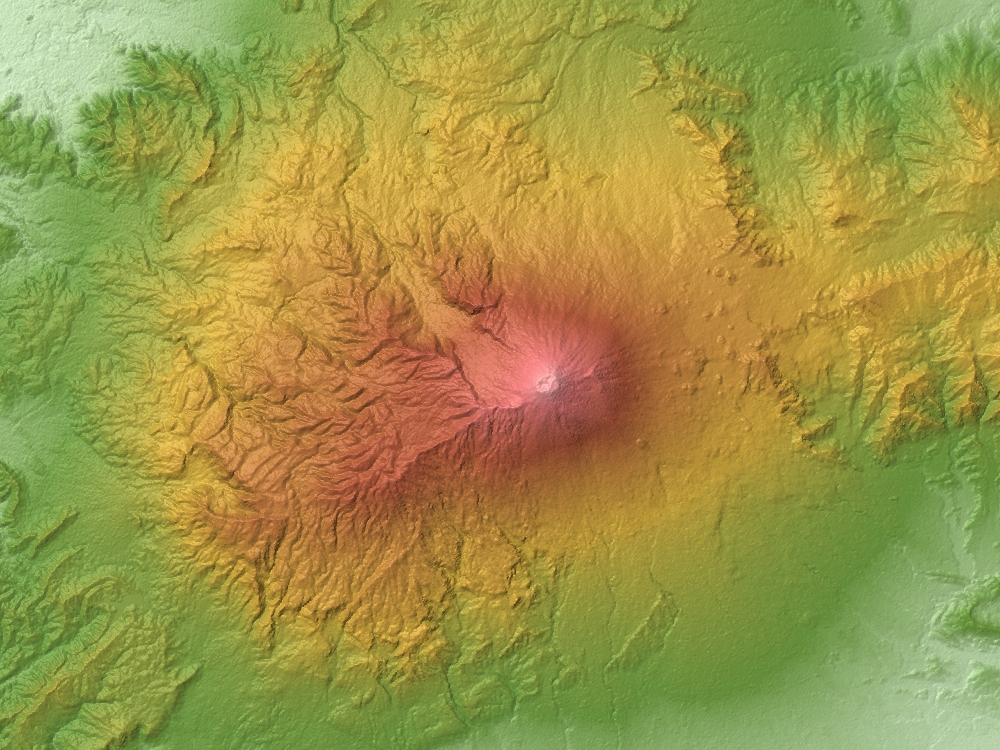
スラメット火山の地形図

スラメット山（スラメットさん、英語: Mount Slamet）は、インドネシアの中部ジャワ州に属する、プルバリンガ県、ブルブス県、プマラン県、トゥガル県にまたがる位置に存在する成層火山である。スラメ山とも表記され、テガル山という別称も持つ。
この山の山頂の標高3,428mの高さは、ジャワ島内でスメル山に次ぐ2番目の高さを誇る。火山活動は活発であり、明確な記録が残っている18世紀末以降、幾度も噴煙、溶岩の噴出を伴う噴火を繰り返したことが知られている。しかし、活動が穏やかな時期には登山することも可能である。近年では、1969年、1988年、1998年、2009年、2014年に噴火している。これら噴火による死傷者は発生していないものの、山麓には避暑地のバトゥラデンが、火口から北側15kmの位置にバニュマス県の県都プルウォケルトがあることから、噴火が爆発的になった際には、数十万人もの避難民が出ることが想定されている。